# La bambola assassina (film 2019)
La bambola assassina (Child's Play) è un film del 2019 diretto da Lars Klevberg.
È un reboot/remake dell'omonimo film del 1988, nonché ottavo capitolo del franchise esegue una trama simile alla serie di film originali. Del cast principale fanno parte Mark Hamill, Gabriel Bateman, Aubrey Plaza, Brian Tyree Henry e Tim Matheson.
Il film è stato ufficialmente annunciato nel luglio del 2018, dalla Metro-Goldwyn-Mayer, senza il coinvolgimento di Don Mancini o Brad Dourif.
Il film è uscito negli Stati Uniti il 21 giugno 2019, mentre in Italia il 19 giugno.

## Trama
(Chucky)
La multinazionale Kaslan Corporation ha appena lanciato Buddi, una linea rivoluzionaria di bambolotti high-tech progettati per essere compagni per tutta la vita dei loro proprietari, imparando da ciò che li circonda e agendo di conseguenza, diventando rapidamente un successo per i bambini e non solo, di tutto il mondo.
Presso la catena di montaggio "Buddi" in Vietnam, un dipendente viene ripreso e umiliato dal suo supervisore perché distratto durante il suo turno di lavoro, in risposta, il dipendente, forte delle sue conoscenze informatiche, sabota uno dei bambolotti tecnologici che stava assemblando, disabilitando tutti i protocolli di sicurezza. Subito dopo il dipendente si suicida, sfracellandosi sul tetto di una macchina per non avere conseguenze del suo sabotaggio.
A Detroit, nel Michigan, la commessa Karen Barclay e suo figlio quattordicenne Andy si sistemano nel loro nuovo appartamento, e Karen incoraggia Andy a fare nuove amicizie mentre lavora per il suo compleanno. Nel tentativo di rallegrare qualcosa al figlio e compensare la presenza del suo nuovo fidanzato, il cinico e violento Shane, Karen corrompe il suo imbroglione collega di lavoro Wes per procurarsi un bambolotto Buddi difettoso e presenta il giocattolo ad Andy come regalo di compleanno. Il bambolotto si chiama Chucky e si affeziona molto ad Andy.
Chucky aiuta Andy a fare amicizia con altri due ragazzi nell'edificio, Falyn e Pugg, e spaventa perfino Shane su richiesta di Andy. Tuttavia, Chucky inizia a mostrare tendenze violente, stringe il gatto domestico ostile di Andy per il collo dopo che aveva graffiato la mano del ragazzo, e mentre Andy e i suoi amici guardano un film horror di notte Non aprite quella porta - Parte 2, Chucky inizia a imitare la violenza sullo schermo, avvicinandosi al trio con un coltello da cucina prima di essere disarmato da loro. Il giorno dopo Andy arriva a casa e trova il cadavere del suo gatto, e Chucky ammette di averlo assassinato perché aveva graffiato Andy il giorno precedente. Ulteriori scenate fanno sì che Karen blocchi Chucky in un armadio a dispetto delle proteste di Andy, ma lui riesce a fuggire e terrorizza ulteriormente Shane, che lo porta a confrontarsi contro Andy. Chucky sente per caso le suppliche rattristate di Andy per colpa di Shane e segue l'uomo a casa della sua vera famiglia. Qui Shane sale su una scala per rimuovere le luci natalizie appese al tetto, ma Chucky lo fa cadere dalla scala causandogli la rottura delle caviglie. Successivamente lo insegue con un tagliaerba rimuovendogli la pelle dalla faccia, per poi pugnalarlo ripetutamente al petto.
La mattina seguente il detective della polizia, Mike Norris, e il suo compagno Willis iniziano un'indagine sulla morte di Shane. Andy, svegliandosi la mattina seguente, trova terrorizzato la faccia di Shane avvolta in un'anguria, di conseguenza Andy, Falyn e Pugg decidono di disabilitare Chucky e di gettarlo nella spazzatura. Il bambolotto viene trovato da Gabe, un abitante pervertito del condomino che spia tramite telecamere nascoste le donne che abitano nella struttura, mentre si fanno la doccia, e porta il bambolotto nello scantinato dell'edificio per ripararlo e poi venderlo. Nel frattempo, Andy va a cena da Doreen con suo figlio Mike, Andy cerca di distrarre il detective per prendere la testa squartata di Shane, che era stata portata dal ragazzo prima, come scusa per fare un regalo alla madre di Mike, per non far insospettire Karen, che lo aveva visto con il "regalo" in mano, poi Andy butta la testa nella spazzatura del condominio. Una volta riparato, Chucky dimostra la sua capacità di interfacciarsi a distanza con altri prodotti Kaslan e tortura Gabe prima di uccidere a mutilarlo brutalmente con una sega da tavolo. Dopodiché Chucky finisce in possesso di un altro ragazzino dell'edificio, Omar. Successivamente uccide Doreen, la madre di Mike, controllando la Kaslan Car in cui si trovava, facendola schiantare e infine la accoltella al petto.
Mike, triste per la perdita di sua madre, credendo che Andy sia il colpevole anche degli altri delitti, lo ammanetta durante l'evento allo Zed-Mart, mentre Chucky uccide la mascotte di Buddi 2, tagliandoli la gola per poi prendere il controllo del negozio e iniziare a scatenare il caos e il panico, attaccando dipendenti e clienti con droni e orsi della linea "Buddi", controllati grazie alla sua abilità di collegarsi con altri dispositivi Kaslan e innesca la sequenza di blocco dell'edificio dove alcuni clienti vengono uccisi. Mike rimane ferito gravemente in mezzo al caos e Andy e i suoi amici riescono a raggiungere l'uscita. Andy decide di rientrare quando il sanguinario Chucky rivela che sta tenendo in ostaggio sua madre e ha intenzione di ucciderla. Dopo uno scontro con Chucky, il ragazzo riesce a liberare Karen e a sopraffare completamente il bambolotto con l'aiuto della sua stessa madre e di Mike.
Mentre i paramedici soccorrono Karen, Mike e le altre persone, Andy e i suoi amici rompono e bruciano i resti di Chucky in un vicolo. L'amministratore delegato di Kaslan Industries, Henry Kaslan, fornisce un disclaimer relativo al malfunzionamento della linea Buddi. Mentre si vedono i bambolotti, viene mostrato che uno di loro sorride in modo più sinistro e crudele con gli occhi rossi illuminati.

## Divieti
il film in America è stato vietato ai minori non accompagnati mentre in Italia è stato vietato ai minori di 14 anni per via della violenza e delle volgarità presenti nel film.

## Produzione
Il 3 luglio 2018, è stata confermata la produzione di un reboot dell'originale La bambola assassina, in sviluppo presso la Metro-Goldwyn-Mayer, con un team creativo diverso rispetto alla serie originale. Lars Klevberg sarebbe stato il regista, mentre Tyler Burton Smith, avrebbe scritto il film. Il team collaborativo di It e It - Capitolo due, Seth Grahame-Smith e David Katzenberg, sarebbero stati i produttori.
Nel dicembre del 2018, in un podcast di Mick Garris, Don Mancini ha criticato il remake, sottolineando che Metro-Goldwyn-Mayer, in qualità di titolare dei diritti per il film originale, può fare ciò che preferisce con la proprietà. Alla domanda se lui e David Kirschner, avrebbero avuto qualche coinvolgimento, ha detto:

### Casting
Lo stesso mese in cui è stato annunciato il progetto, è stato rivelato che Liv Tyler era stata presa in considerazione per un ruolo nel film. Nel settembre del 2018, Aubrey Plaza, Brian Tyree Henry e Gabriel Bateman si unirono al cast. Nel novembre 2018, Ty Consiglio e Beatrice Kitsos si sono uniti al cast.
Nel marzo 2019, l'attore Mark Hamill ha annunciato di essersi unito al cast per dare voce a Chucky nel film. Grahame-Smith ha elaborato il casting di Hamill in un'intervista con Entertainment Weekly, dicendo:

### Riprese
Le riprese del film sono iniziate a Vancouver il 17 settembre 2018 e si sono concluse l'8 novembre dello stesso anno. Alcune scene sono state rigirate, tra il 15 e il 16 dicembre 2018, e nel mese di aprile del 2019.

### Effetti speciali
MastersFX, una società di effetti visivi, impiegò sei settimane per preparare e assemblare sette burattini animatronici, ognuno con braccia e teste intercambiabili che eseguivano una serie di azioni richieste sul set. Pixomondo fornì la CGI per il film.

## Colonna sonora
Il 10 aprile 2019, fu annunciato che Bear McCreary avrebbe composto la colonna sonora. In una dichiarazione, McCreary ha rivelato che stava parzialmente creando la musica del film attraverso una "orchestra di giocattoli" ispirata alle "origini dei negozi di giocattoli di Chucky" con pianoforti giocattolo, la ghironda, fisarmoniche, chitarre di plastica e l'otamatone che si distinguono in particolare nella partitura.

## Promozione
La prima immagine ufficiale di Chucky è stata rilasciata il 21 settembre 2018. Un poster è stato rilasciato il 12 novembre 2018, rivelando che per l'adattamento del film le Bambole Good Guy si chiameranno Buddi, facendo riferimento alla bambola My Buddy della vita reale che ha influenzato il design originale del personaggio. Orion Pictures ha lanciato un sito di marketing, per la finta Kaslan Corp, prima dell'uscita del film The Prodigy - Il figlio del male. Un secondo poster fu pubblicato il 17 aprile 2019, mentre il secondo trailer il giorno successivo.
Il 30 aprile 2019, è stato pubblicato un poster che è una parodia di quello di Toy Story 4, dove si vede Chucky con una scarpa insanguinata, che si allontana dai resti di un cowboy giocattolo. Entrambi i film verranno distribuiti il 21 giugno 2019.
Il 5 aprile 2019, è stato pubblicato il teaser trailer italiano del film, mentre il 20 aprile, è uscito il trailer ufficiale.

## Distribuzione
Il film è uscito negli Stati Uniti il 21 giugno 2019. È il primo film della Orion Pictures ad essere distribuito attraverso la United Artists Releasing.
In Italia, è stato distribuito il 19 giugno dalla Koch Media e dalla Mignight Factory.

## Accoglienza

### Incassi
Negli Stati Uniti d'America e in Canada il film ha incassato circa 29 milioni di dollari e $ 15,8 in altri territori. A livello mondiale ha incassato $ 45 milioni a fronte di un budget di $ 10 milioni.
In Italia ha incassato circa 658.000 euro.

### Critica
Il film è stato accolto da recensioni miste dal pubblico e dalla critica, che hanno elogiato le performance, la regia, la sceneggiatura, le uccisioni e l'umorismo nero di Chucky, anche se hanno criticato il tono incoerente, il design e gli effetti del bambolotto.
Sull'aggregatore di recensioni Rotten Tomatoes, il film ha conseguito un indice di gradimento del 64% sulla base di 207 recensioni, con una valutazione media di 5,8/10, mentre Metacritic, che usa una media ponderata, ha assegnato al film un punteggio di 48 su 100, basato su 35 recensioni, indicando recensioni contrastanti o medie.

## Differenze con il film originale
- In questo film, Chucky è un bambolotto robotico che uccide a causa di un terribile malfunzionamento, mentre nel film originale è un normale bambolotto che uccide perché è posseduto dallo spirito di uno spietato serial killer, durante la recitazione della magia nera del rito voodoo.
- Nel film reboot, Chucky proviene dalla catena di montaggio "Buddi", invece, nell'originale appartiene alla catena di montaggio "Good Guys" (nella versione italiana, il "Tipo Bello").
- Nell'originale, Andy Barclay è un bambino di 6 anni, mentre nel reboot è un ragazzo di 14 anni.
- Nel film originale, il detective Mike Norris è un uomo bianco, mentre nel reboot è un uomo di colore.
- Nel film originale, Andy non aveva amici con cui contrastare Chucky, mentre in questa versione Andy uccide Chucky anche con l'aiuto del suo gruppo di amici.

## Sequel cancellato
Al WonderCon, Grahame-Smith aveva annunciato che se il film fosse andato bene, gli sarebbe piaciuto fare un sequel.
Il regista Lars Klevberg ha discusso le sue idee per un possibile sequel: "Per me, stava solo cercando di rendere questo il miglior film possibile. Ad esempio, non prefigurare mai alcun piano dettagliato di dove vuoi andare come franchise. Ma sì, per me penso di amare il concetto di orso Buddi ".
Nell'agosto del 2020, Lars Klevberg ha detto che gli sarebbe piaciuto realizzare un sequel, ma a causa del fatto che Don Mancini ha creato la serie televisiva Chucky, era improbabile.